# Koninklijk Nederlands-Indisch Leger

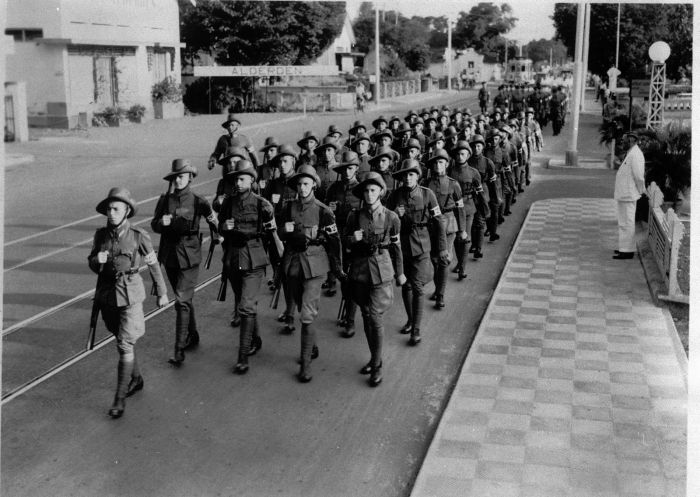
Trupper ur KNIL marscherar i Surabaya 1937.

Koninklijk Nederlands Indisch Leger, förkortning: KNIL (Kungliga Holländska Ostindiens armé, egentligen legion), var Nederländernas militärstyrkor i Nederländska Ostindien, dagens Indonesien. Styrkorna bildades 19 mars 1830 genom ett kungligt dekret. Trupperna ingick inte i den nederländska armén utan utgjorde en separat militär gren. 
KNIL deltog i flera konflikter mot inhemska grupper, bland annat Padrikriget (1821–1845), Javakriget (1825–1830) och Acehkriget (1873–1904). Under 1800-talet och 1900-talets början var KNIL drivande i övertagandet av Indonesien. Efter att Nederländerna tagit full kontroll över Indonesien ändrades KNIL:s roll till att liknade militärpolisens och att vara försvarsmakt gentemot utländska styrkor.
Efter andra världskriget sattes KNIL in i två stora militära operationer 1947 och 1948 för att återta den nederländska kontrollen över Indonesien under Indonesiens självständighetskrig. Indonesien blev självständigt 1949 och KNIL upplöstes 1950.
En betydande andel av befolkningen på södra Moluckerna (senare Republiken Sydmoluckerna) tjänstgjorde i Koninklijk Nederlands-Indisch Leger. Suharto inledde sin militära karriär i KNIL före andra världskriget. 